# Socjalizm o chińskiej specyfice
Socjalizm o chińskiej specyfice (chiń. upr. 中国特色社会主义; pinyin Zhōngguó tèsè shèhuìzhǔyì; lit. zhōngguó tèsè = chińska specyfika, shèhuì zhǔyì = socjalizm) – marksizm-leninizm dostosowany do warunków chińskich, będący oficjalną ideologią Komunistycznej Partii Chin (KPCh), opartą na socjalizmie naukowym. Ideologia ta jest połączeniem marksizmu-leninizmu, Myśli Mao Zedonga, Teorii Deng Xiaopinga, Zasady Trzech Reprezentacji, Koncepcji Naukowego Rozwoju i Myśli Xi Jinpinga, co oznacza, że aby wprowadzić socjalizm z chińskimi cechami, w praktyce trzeba wdrożyć na przykład myśli Xi Jinpinga (które są zbiorem marksistowskich polityk realizujących socjalizm).

## Wczesne stadium socjalizmu
Głównym i najważniejszym uzasadnieniem ideologii jest to, że Chińska Republika Ludowa znajduje się we wczesnym stadium socjalizmu.

## Podczas ery Mao Zedonga
Koncepcja wczesnego stadium socjalizmu została opracowana przed wprowadzeniem przez Chiny reform gospodarczych. Omawiając konieczność stosunków towarowych na Pierwszej Konferencji w Zhengzhou (2–10 listopada 1958 r.). Mao Zedong – przewodniczący Komitetu Centralnego KPCh powiedział, że Chiny znajdują się we „wczesnym stadium socjalizmu”. Mao nigdy nie wpadł na pomysł stworzenia socjalizmu o chińskiej specyfice, ale jego następcy wymyślili i realizują tę ideologię.

## Po śmierci Mao Zedonga
W dniu 5 maja 1978 r. artykuł „Wprowadzenie w życie socjalistycznej zasady podziału według pracy”, rozwinął koncepcję, że Chiny wciąż znajdowały się na pierwszym etapie osiągania czystego komunizmu i że nie stały się one prawdziwie socjalistycznym krajem. Termin ten pojawił się ponownie na 6 plenum XI Komitetu Centralnego 27 czerwca 1981 r.w dokumencie „Rezolucja w sprawie niektórych pytań w historii naszej partii od czasu założenia ChRL”. Hu Yaobang, sekretarz generalny KPCh, użył tego terminu w swoim raporcie na dwunaste plenum XII Ogólnochińskiego Zgromadzenia Przedstawicieli Ludowych KPCh 1 września 1982 r. Dopiero „Rezolucja w sprawie zasady przewodniej w budowaniu socjalistycznej duchowej cywilizacji” na 6 plenum dwunastego Centralnego Komitetu, stwierdziła, że czas ten został wykorzystany w obronie reform gospodarczych, które zostały wtedy wprowadzone.
Podczas 13. Ogólnochińskiego Zgromadzenia Przedstawicieli Ludowych KPCh sekretarz generalny KPCh Zhao Ziyang, w imieniu XII KC, wydał raport „Przez postępową drogę socjalizmu o chińskiej specyfice”. Napisał, że Chiny są społeczeństwem socjalistycznym, ale socjalizm w Chinach znajduje się na początkowym etapie, chińskie warunki życia wynikały z nierozwiniętego stanu sił produkcyjnych kraju, podczas tej fazy rozwoju Zhao zaleca wprowadzenie planowej gospodarki towarowej w oparciu o własność publiczną. Główną porażką komunistycznej prawicy, według Zhao, było to, że nie uznała tego, że Chiny mogą osiągnąć socjalizm poprzez ominięcie kapitalizmu. Główną porażką komunistycznej lewicy było to, że utrzymywała „pozycję utopijną”, utrzymującą, że Chiny mogą ominąć pierwotny etap socjalizmu, w którym siły wytwórcze mają zostać zmodernizowane. W dniu 25 października 1987 r. Zhao wyjaśnił dalej koncepcję pierwotnego etapu socjalizmu i powiedział, że linia partyjna miała był realizowana według zasady „Jedno centrum, dwa podstawowe punkty”; centralnym punktem zainteresowania chińskiego państwa był rozwój gospodarczy, ale powinno to nastąpić jednocześnie poprzez scentralizowaną kontrolę polityczną (tj. Cztery podstawowe zasady) i poprzez podtrzymywanie polityki reform i otwarcia na świat.
Sekretarz generalny KPCh, Jiang Zemin, rozwinął tę koncepcję dziesięć lat później; najpierw podczas przemówienia do Centralnej Szkoły Partyjnej w dniu 29 maja 1997 r., a ponownie w swoim raporcie na XV Ogólnochińskiego Zgromadzenia Przedstawicieli Ludowych KPCh 12 września 1997 r. Według Jianga, III plenum 11. Komitetu Centralnego poprawnie przeanalizowało i sformułowało naukowo poprawny program problemów stojących przed Chinami i socjalizmem. W słowach Jianga pierwszy etap socjalizmu był „nierozwiniętym stadium”. Podstawowym zadaniem socjalizmu jest rozwój sił wytwórczych, dlatego głównym celem na etapie podstawowym powinien być dalszy rozwój krajowych sił wytwórczych. Podstawową sprzecznością w chińskim społeczeństwie w początkowej fazie socjalizmu są „rosnące potrzeby materialne i kulturowe ludzi oraz zacofanie produkcji”. Ta sprzeczność pozostanie, dopóki Chiny nie zakończą procesu pierwszego etapu socjalizmu, a z tego powodu rozwój gospodarczy powinien pozostać głównym celem KPCh na tym etapie.
Jiang opracował trzy etapy, aby rozwinąć wczesne stadium socjalizmu. Pierwszy – rozwój ekonomii socjalistycznej o chińskich cechach – oznaczał rozwój gospodarki poprzez emancypację i modernizację sił wytwórczych przy jednoczesnym rozwijaniu gospodarki rynkowej. Drugi etap oznaczał „zarządzanie sprawami państwowymi zgodnie z prawem”, rozwój demokracji socjalistycznej w ramach KPCh i uczynienie „ludu panami kraju”. Trzecia budująca punkt orientacyjny kultura socjalistyczna o chińskich cechach – oznaczała przekształcenie marksizmu w przewodnik, by szkolić ludzi, aby nadać im „wysokie ideały, uczciwość moralną, dobre wykształcenie i silne poczucie dyscypliny oraz spowodować rozwój narodowej nauki, przez to, że popularna kultura socjalistyczna nastawiona byłaby na potrzeby modernizacji, świata i przyszłości”.
Zhao Ziyang zapytany, jak długo potrwa pierwszy etap socjalizmu, odpowiedział: „Nie minie, co najmniej 100 lat ... [wcześniej] modernizacja socjalistyczna była w głównej mierze dokonana”. Konstytucja państwa stwierdza, że „Chiny będą w początkowym stadium socjalizmu przez długi czas”. Podobnie jak w przypadku Zhao, Jiang Zemin uważał, że osiągnięcie bardziej zaawansowanego etapu zajmie co najmniej 100 lat.

## Socjalistyczna gospodarka rynkowa
Deng Xiaoping, architekt chińskich reform gospodarczych, nie wierzył, że gospodarka rynkowa jest synonimem kapitalizmu lub że planowanie jest synonimem socjalizmu. Podczas swojej południowej podróży powiedział: „Planowanie i siły rynkowe nie są zasadniczą różnicą między socjalizmem, a kapitalizmem, gospodarka planowa nie jest definicją socjalizmu, ponieważ planowanie jest w kapitalizmie, gospodarka rynkowa dzieje się w socjalizmie, również planowanie i siły rynkowe są dwoma sposobami kontrolowania aktywności gospodarczej.” Czym jest socjalizm i czym jest marksizm?” Nie byliśmy do końca przekonani o tym w przeszłości. Marksizm przywiązuje ogromną wagę do rozwoju sił wytwórczych, powiedzielibyśmy, że socjalizm jest podstawowym etapem komunizmu i że na zaawansowanym etapie zasada od każdego według jego zdolności i każdemu według jego potrzeb zostanie zastosowana. Wymaga to wysoko rozwiniętych sił wytwórczych i przytłaczającej obfitości materialnego bogactwa. Dlatego podstawowym zadaniem na etapie socjalistycznym jest rozwój sił wytwórczych. O wyższości systemu socjalistycznego świadczy, w ostatecznym rozrachunku, szybszy i znaczniejszy rozwój tych sił niż w systemie kapitalistycznym. W miarę ich rozwoju życie materialne i kulturalne ludzi będzie stale się poprawiać. Jednym z naszych niedociągnięć po powstaniu Chińskiej Republiki Ludowej było to, że nie poświęcaliśmy wystarczająco dużo uwagi rozwijaniu sił wytwórczych. Socjalizm oznacza eliminację ubóstwa. Pauperyzm to nie socjalizm, a jeszcze mniej komunizm”. – Deng Xiaoping, 30 czerwca 1984 r. na plenum Komitetu Centralnego, w przemówieniu omawiającym teorię marksistowską.

## Ideologiczne uzasadnienie
W latach 80. stało się oczywiste dla chińskich ekonomistów, że marksistowska teoria prawa wartości – rozumiana jako wyrażenie laborystycznej teorii wartości – nie może służyć za podstawę chińskiego systemu cenowego. Doszli do wniosku, że Marks nigdy nie chciał, aby jego teoria prawa wartości działała „jako wyraz” skonkretyzowanego czasu pracy. „Pojęcie Marksa o „cenach produkcji” było bez znaczenia dla planowanych gospodarek sowieckich, ponieważ formuły cenowe były według Marksa ustalane przez rynki. Radzieccy planiści wykorzystali prawo wartości jako podstawę do racjonalizacji cen w planowej gospodarce. Według sowieckich źródeł ceny „były planowane z myślą o ... podstawowych wymaganiach prawa wartości”. Jednakże głównym błędem interpretacji radzieckiej było to, że sowieci próbowali planować ceny bez konkurencji rynkowej, ponieważ według Marksa rynki konkurencyjne pozwoliły na osiągnięcie równowagi stóp zysku, co doprowadza do wzrostu cen produkcji. Odrzucenie radzieckiej interpretacji prawa wartości doprowadziło do zaakceptowania idei, że Chiny wciąż znajdowały się w „pierwotnym stadium socjalizmu”. Podstawowym argumentem było to, że warunki przewidziane przez Marksa dla osiągnięcia socjalistycznej fazy rozwoju jeszcze nie istniały w Chinach.
Mao powiedział, że nałożenie „progresywnych stosunków produkcji” zrewolucjonizuje produkcję. Odrzucenie tego poglądu przez jego następcę, według A. Jamesa Gregora, pokrzyżowało ideologiczną ciągłość maoizmu – oficjalnie „Myśl Mao Zedonga”. Klasyczny marksizm twierdził, że rewolucja socjalistyczna miałaby miejsce tylko w zaawansowanych społeczeństwach kapitalistycznych, a jej sukces oznaczałby przejście od kapitalistycznej gospodarki opartej na surowcach do „gospodarki produktowej”, w której towary byłyby dystrybuowane dla potrzeb ludzi i nie dla zysku. Jeżeli z powodu braku spójnego wyjaśnienia szansy na niepowodzenie, ta rewolucja nie wystąpiła, burżuazja zawiodła pokładane w niej nadzieje. Tak więc chińscy komuniści szukają nowej marksistowskiej teorii rozwoju. Teoretyk partii, Luo Rongqu, uznał, że założyciele marksizmu nigdy „nie sformułowali żadnej systematycznej teorii na temat rozwoju świata nie-zachodniego” i powiedzieli, że partia komunistyczna powinna „ustanowić własne zsyntetyzowane ramy teoretyczne do zbadania problemu nowoczesnego rozwoju.” Według A. Jamesa Gregora, implikacją tego stanowiska „jest to, że chiński marksizm znajduje się obecnie w stanie głębokiej teoretycznej nieciągłości”.

## Własność prywatna
Pojęcie prywatnej własności jest zakorzenione w klasycznym marksizmie. Ponieważ Chiny przyjęły socjalizm, kiedy były krajem półfeudalnym i półkolonialnym, znajdują się one w początkowej fazie socjalizmu. Z tego powodu niektóre polityki i cechy systemu – takie jak produkcja towarów na rynku, istnienie sektora prywatnego i poleganie na motywach zysku w zarządzaniu przedsiębiorstwem – zostały zmienione. Zmiany te były dozwolone dopóty, dopóki poprawiają produktywność i modernizują środki produkcji, a tym samym dalej rozwijają socjalizm. Zgodnie z tą perspektywą lewicowe przekonanie Mao, że Chiny mogą przejść do pełnego socjalizmu natychmiast poprzez ominięcie kapitalizmu, jest uważane za fałszywe.
KPCh nadal uważa prywatną własność za niesocjalistyczną. Jednak według teoretyków partii istnienie i wzrost własności prywatnej nie osłabia socjalizmu i nie promuje kapitalizmu w Chinach. Twierdzi się, że Karl Marx i Friedrich Engels – twórcy komunizmu, nigdy nie proponowali natychmiastowego zniesienia własności prywatnej. Zgodnie z książką Engelsa „Zasady komunizmu” proletariat może znieść prywatną własność tylko wtedy, gdy zostaną spełnione niezbędne warunki. W fazie poprzedzającej zniesienie własności prywatnej Engels zaproponował stopniowe opodatkowanie, wysokie podatki od spadków i obowiązkowe zakupy obligacji w celu ograniczenia własności prywatnej, podczas korzystania z uprawnień konkurencyjnych przedsiębiorstw państwowych w celu rozszerzenia sektora publicznego. Marks i Engels zaproponowali podobne środki w Manifeście Komunistycznym w odniesieniu do krajów rozwiniętych, ale ponieważ Chiny były ekonomicznie niezagospodarowane, teoretycy partyjni wezwali do elastyczności w odniesieniu do traktowania własności prywatnej przez KPCh. Według teoretyka partii Liu Shuiyuana, program Nowej Polityki Ekonomicznej zainicjowany przez władze sowieckie w następstwie komunizmu wojennego jest dobrym przykładem elastyczności ze strony władz socjalistycznych.
Teoretyk partii Li Xuai powiedział, że prywatna własność nieuchronnie wiąże się z kapitalistycznym wyzyskiem. Jednakże Li uważa prywatną własność i wyzysk za niezbędny na początkowym etapie socjalizmu, twierdząc, że kapitalizm w swoim początkowym stadium wykorzystuje resztki starego społeczeństwa do zbudowania siebie. Sun Liancheng i Lin Huiyong powiedzieli, że Marks i Engels, w swojej interpretacji Manifestu komunistycznego, krytykowali prywatną własność, gdy była ona własnością wyłącznie burżuazji, ale nie indywidualną własnością, w której każdy jest właścicielem środków produkcji, a zatem nie może być wykorzystany przez innych. Własność indywidualna jest zgodna z socjalizmem, ponieważ Marks pisał, że post-kapitalistyczne społeczeństwo pociągałoby za sobą odbudowę „powiązanej społecznej własności indywidualnej”.